# Ala (wojskowość)
Ala (łac. dosłownie skrzydło, l. mn. alae)  - pojęcie z zakresu rzymskiej wojskowości pierwotnie oznaczające jedynie skrzydło szyku bojowego.
W okresie republiki rzymskiej ala składała się z piechoty sprzymierzeńców w sile legionu podzielonego na kohorty i jazdy w sile 300 żołnierzy.
W okresie cesarstwa rzymskiego, pomiędzy I. a IV. wiekiem naszej ery ala stanowiła samodzielny oddział jazdy rzymskiej. Istniały wówczas ala tysięczne (ala milliariae) złożone z około 1000 jeźdźców podzielonych na 24 turmy po 42 jeźdźców, oraz ala pięćsetne (ala quinquenariae) liczące około 500 jeźdźców podzielonych na 16 turm po 30 jeźdźców.
W okresie późnego cesarstwa był to oddział zawodowej jazdy pomocniczej złożonej ze sprzymierzeńców; działania tej jazdy były nadzorowane przez rzymskiego zwierzchnika (praefectus alarum).
Określenie to oznaczało również wszelkie jednostki wojska pomocniczego.
W Macedonii pojęcie to znalazło zastosowanie jako nazwa straży przybocznej samego króla. Ale macedońskie istniały do początków IV wieku.